# Kölner Bankwesen
Das Kölner Bankwesen entwickelte sich während der bereits im Mittelalter blühenden Wirtschaftsmetropole Köln und machte die Stadt in der Gründerzeit zu einem der führenden deutschen Bankplätze. Als Mittelpunkt des Bankenstandorts fungiert die Straße Unter Sachsenhausen. Kölner Finanziers und Bankiers unterstützten bereits im Mittelalter über die Stadt hinaus englische Könige, in der Gründerzeit beteiligten sie sich maßgeblich an der Industrialisierung und dem Eisenbahnbau in Köln und im Ruhrgebiet.

## Römerzeit
Bereits während der Römerzeit im 3. Jahrhundert suchten sich erste Bankiers Köln als Standort, weil das Bankwesen eng mit dem Münzwesen verbunden ist. Das Kölner Münzwesen begann, als Gallienus 257 n. Chr. eine Reichsmünzstätte von Viminacium nach Köln verlegte. Die Verlegung erfolgte wohl, weil infolge der Truppenmassierung an der Rheingrenze auch ein größerer Bedarf an Münzgeld für Soldzahlungen vorhanden war.

## Mittelalter
Das ehemals königliche Münzregal gelangte bereits in den Besitz des Kölner Erzbischofs Bruno I., der erzbischöfliche Pfennige prägen ließ. Seit 1027 liegt das Münzregal offiziell in erzbischöflicher Gewalt, ab 1142 ist die Kölner Münzprägestätte am Heumarkt belegt. Konrad von Hochstaden ließ 1251 Kölner Denare und andere Münzen prägen, die in der mittel- und niederrheinischen Region ein großes Umlaufgebiet erlangten. Von etwa 1160 herrscht der Kölner Denar am Mittelrhein vor und ist um 1250 im ganzen Rheinland die gängige Münze. Am 26. November 1385 erfolgte durch die Gründung des Rheinischen Münzvereins eine grundlegende Neuregelung des rheinischen Münzwesens, der für das Geldwesen im spätmittelalterlichen Reich von enormer Bedeutung geworden war. Der Münzverein entstand durch vier rheinische Kurfürsten aus der Kurpfalz, Kurmainz, Kurtrier und Kurköln und hatte über die umlaufenden Münzen der kölnischen Mark zu wachen. Die als der Münzprägung zugrunde liegende Gewichtseinheit Kölner Mark (lateinisch magna marca) wird 1166 erstmals erwähnt, die um 1170 in der Stadt eingeführte Münze wog 233,8123 Gramm, verbreitete sich über das Rheinland schnell in anderen Regionen des Reichs und wurde 1524 zum allgemeinen deutschen Reichsmünzgewicht erhoben.

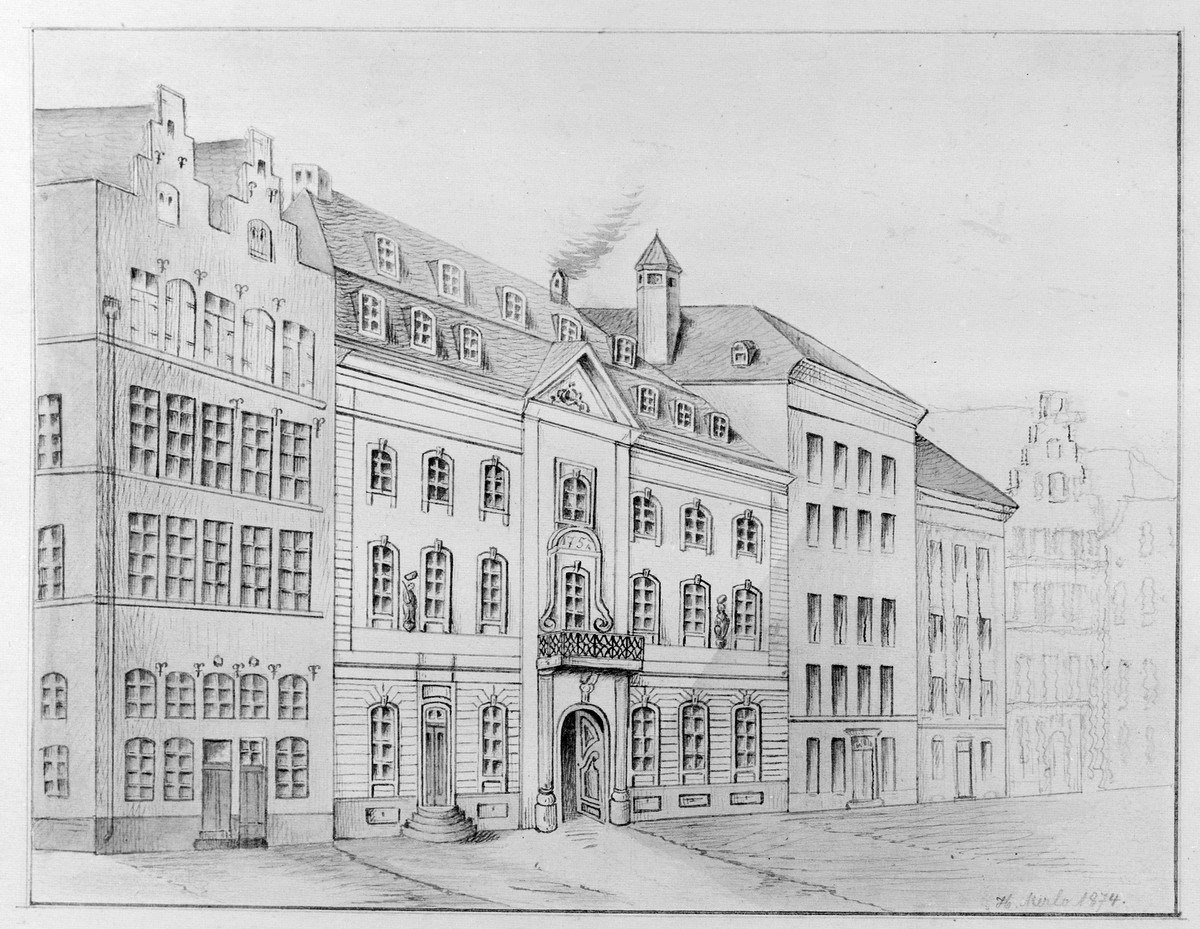
Brabanter Hof des Gerhard Unmaze – Am Hof 20–22 (aquarellierte Federzeichnung von Johann Jakob Merlo, 1874)

Gerhard Unmaze („unmäßig, unbescheiden“; *vor 1145, † 21. Januar 1198) war im 12. Jahrhundert einer der am besten dokumentierten und daher bekannteste Bürger Kölns und ein international tätiger Großkaufmann und Finanzier. Seine Familie war der größte Grundbesitzer in Köln. Sein geerbtes Vermögen versetzte den seit 1169 im Amt befindlichen obersten städtischen Zollmeister in die Lage, Fernhandel und Geldverleih zu betreiben. Unmazes Kerngeschäft war die Geldleihe, wobei ihm die Schuldner oftmals ihren Grundbesitz verpfändeten, was häufig seinen Immobilienbesitz vergrößerte. Im Jahre 1174 gewährte er ein Darlehen an den Kölner Erzbischof Philipp von Heinsberg in Höhe von 650 Mark für dessen Teilnahme am fünften Italienzug von Friedrich Barbarossa. Zur Sicherheit verpfändete der Erzbischof seinem Kreditgeber Unmaze die städtischen Zollrechte und sein Haus Am Hof 20–22, das spätestens 1182 in den Besitz Unmazes überging. Unmaze legte es mit dem ihm gehörenden benachbarten Haus zusammen und residierte nun im „Brabanter Hof“ (auch „Haus zur Krone“) Am Hof 20–22, weshalb er seinen Namen Unmaze ablegte und sich Gerhard vom Hof (Gerardus de Curia) nannte. Sein Amt als Zollmeister hatte er bis 1196 inne. Er gehörte neben den Münzmeistern Constantin und Lambert zur Führung des Konsortiums von 1197/1198, das 1197 der englischen Krone unter Richard I. Geld lieh. Nach dem Tode Gerhards gelangte sein großes Haus in den Besitz Theoderichs des Vogts und Winemar des Schenks.
Im Mittelalter bildete sich eine Kölner Kreditwirtschaft heraus, die zuerst von Juden und dann auch von lombardischen Bankiers betrieben wurde, weil beide nicht dem Zinsverbot unterlagen. Der Florentiner Bankier Aringus Abadinghi lieh bereits Erzbischof Konrad von Hochstaden Geld, was aus einer Rückzahlungsaufforderung des Papstes Innozenz IV. vom 4. Oktober 1250 hervorgeht. Die ältesten Kölner Bankiers waren Juden, deren monopolartige Stellung um 1266  verbrieft wurde. Denn im Jahre 1266 setzte Erzbischof Engelbert II. von Falkenburg durch, dass „Kawertschen“ und andere Christen, die verzinsliche Kredite verliehen und damit die Juden störten, sich nicht in der Stadt aufhalten durften. Am 27. September 1296 schloss die Stadt jedoch ein Abkommen mit lombardischen Geldhändlern, wonach sie sich 25 Jahre lang in Köln aufhalten und als Gegenleistung nur den üblichen Zins bei Geldleihen verlangen durften. Die früheste Niederlassung von Lombarden auf deutschem Boden ist für Köln bezeugt, wo sie schon gegen Ende des 12. Jahrhunderts im Schreinsbuch der Laurentiuspfarre sowie in den Gilde- und Bürgerlisten vereinzelt vorkommen, häufiger erst ab 1296. Ihre Glanzzeit begann mit Opicinus Grasverdi und Sohn Hennekinus Rotarius, denen Erzbischof Heinrich II. von Virneburg ab 10. April 1306 erlaubte, Geldleihgeschäfte in Kempen zu betreiben.
Kölner Kaufleute gründeten 1157 in London eine Gildehalle als Kölner Hanse, die König Heinrich II. 1176 in Schutz nahm. Es handelte sich um eine der Urzellen der späteren Hanse, die der Stadt einen enormen Zuwachs an überregionalem Handel brachte, der auch das Bankwesen beflügelte. Auf dem ersten Hansetag im Februar 1356 in Lübeck mit 80 anwesenden Hansestädten war Köln noch nicht vertreten, erstmals – und auch letztmals – richtete die Stadt einen Hansetag zwischen dem 11. und 22. November 1367 im heutigen „Hansasaal“ des Rathauses aus. Mit der hier am 19. November 1367 beschlossenen Kölner Konföderation entstand ein Militärbündnis für den Krieg gegen Dänemark und Norwegen zwecks Erzwingung der Sunddurchfahrt.
Die ersten Kölner Bankunternehmen entstanden im 13. Jahrhundert, als die Stadt 40.000 Einwohner zählte. Damals kam Köln als Umschlagplatz im Güteraustausch zwischen den Staaten Nordwesteuropas und dem Süden große Bedeutung zu, was ein reges Wechselgeschäft mit sich brachte. Ihre zentrale Lage am Rhein mit den großen Rheinhäfen und ihre Nachbarschaft zu Belgien und den Niederlanden förderten den Handel und damit die Handelsfinanzierung durch Wechselgeschäft und Geldwechsel. Die Stadt Köln nahm ihre erste bekannte Anleihe 1321 beim Rheinbacher Juden Joseph von Ahrweiler und Salomon von Basel (Salman Unkel) auf, denen dafür der Zoll am Bayenturm zugestanden wurde. Beide waren Hauseigentümer im Kölner Judenviertel.
Den ersten großen internationalen Kredit gewährte der Kölner Patrizier Heinrich Scherfgin am 11. August 1338 an Eduard III., der seit dem 5. September 1338 Reichsstatthalter am linken Niederrhein war. Scherfgin hatte sich lange Zeit in England aufgehalten und war deshalb dem König bekannt. Eduard III. quartierte sich auf Scherfgins „Hof Polene“ im August/September 1338 ein. Am 29. Januar 1339 nahm Eduard III. für den Hundertjährigen Krieg mit Frankreich von den Kölner Patriziern Heinrich Quattermarkt, Everhard Hardevust, Hilger von Stave und anderen weitere Kredite in Höhe von 5.000 Gulden auf, wofür er Kostbarkeiten zu verpfänden hatte. Auch die Kölner Patrizierfamilien Jabach und Hackeney werden mit dem Bankwesen in Verbindung gebracht, obwohl sie nachweislich in Köln keine reinen Bankhäuser führten. Vielmehr fielen Finanzgeschäfte bei ihrer regen internationalen Handelstätigkeit an, die jedoch nicht die Bezeichnung als Bankgeschäfte rechtfertigten. Der Kölner Vertreter der Medici-Bank, Simon Sassolini, lieh der Stadt 1415 insgesamt 40.000 Gulden; ihm folgte 1448–1450 Bankier Abel Kalthof. Seit der Wende zum 15. Jahrhundert gewann Köln als Finanzplatz an Bedeutung.
Einen neuen Aufschwung erlebte das Kölner Bankwesen nach dem Dreißigjährigen Krieg. Als Johann Wolter de Beche 1636 nach Köln kam, gründete er eine Speditionsfirma und eine Wechselbank. Es folgten Johann Jakob von Wittgenstein, Hubert Fechter und Josef Wilhelm Wecus, die spätestens seit 1797 das Speditions- und Kommissionsgeschäft betrieben. Als erster Hoffaktor unter Erzbischof Joseph Clemens von Bayern erscheint im Jahre 1696 Meyer zum Goldstein (Meir Katz), der bis 1701 den Tribut an die kurfürstliche Hofkammer abzuführen hatte. Während des 18. Jahrhunderts spielte das Kölner Bankwesen nach Frankfurt, Wien, Augsburg, Berlin und Hamburg nur eine untergeordnete Rolle.
Die Gründung des „Banco di gyro d’affrancatione“ wurde am 2. März 1705 durch Kurfürst Johann Wilhelm II. vorgeschlagen und galt als erste Zettelbank des Reichs. Sie gab die ersten Zahlungsmittel in Form von Bancozetteln in Deutschland aus. Das Wort „Affrancation“ stand für Schuldenbefreiung oder Kreditablösung. Die Bank sollte der „Abhelfung der durch den Krieg veranlassten Geldverlegenheiten und zur Befriedigung der vielen Gläubiger“ dienen. Er bestimmte, dass die Depositen- und Zettelbank ihren Sitz in der „heylig Römischen Reichs freyer statt Cöllen“ haben sollte. Am 27. März 1705 erteilte „Jan Willem“ das Diplom für die Banksatzung; danach ruhten erst einmal ihre Aktivitäten. Erst am 30. April 1706 wurde eine „Bankinstruction“ mit Benennung der Organe erlassen, am 5. Mai 1706 verlangte Willem von den Deputierten statt der ursprünglich geforderten Zeichnung von je 106.000 Talern den in 10 Jahren zahlbaren zehnfachen Betrag. Im Jahre 1706 gelangten die ersten Bancozettel in Umlauf. Die Bank residierte auf der Hohe Pforte Nr. 23–25, wo der Kölner Hofbankier Johann Heinrich Sybertz (oder Siebertz) die Bancozettel zu „Cölln auf der Hohen Pforten“ einlöste. Der „Banco di gyro d’affrancatione“ dürfte während der Franzosenzeit liquidiert worden sein, letzte archivierte Akten stammten aus 1804.

## Franzosenzeit

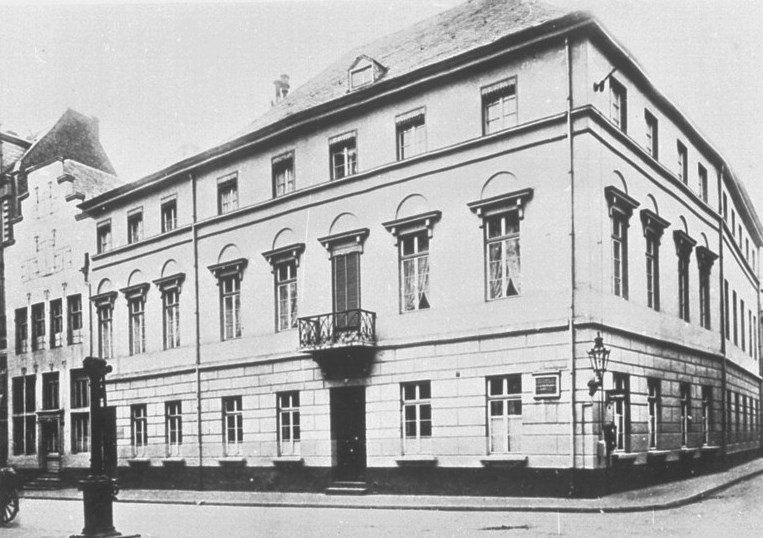
Herstatt-Bank – Hohe Pforte 25–27 (um 1900)

Die Brüder Johann David Herstatt (* 1740, † 1809) und Jakob Herstatt (* 1743, † 1811) gegründeten 1782 das Bankhaus I. D. Herstatt (Köln, Hohe Pforte 25–27), das aus einer Seiden- und Florettbandweberei hervorging. Als Bankier wird Johann David Herstatt erstmals im Ratsprotokoll der Stadt Köln vom 27. Januar 1792 erwähnt. Die Herstatt-Bank war zusammen mit dem A. Schaafhausen’schen Bankverein während der Franzosenzeit in Immobiliengeschäfte aus Säkularisation involviert. Erst ab 1815 wurden ausschließlich Bankgeschäfte betrieben, und zwar insbesondere das Warenwechselgeschäft und der Kontokorrentkredit. Bankkunden waren die Montan-, eisenverarbeitende und Textilindustrie in der Region. Seit 1818 bestand eine Kooperation der Herstatt-Bank mit den Kölner Privatbanken J. H. Stein und A. Schaafhausen'scher Bankverein. Seit 1834 unterhielt Herstatt eine Geschäftsverbindung zur Friedrich Krupp AG. Als Friedrich Johann David Herstatt am 17. Januar 1888 früh an Lungenentzündung starb, war sein einziger Sohn Johann David (* 27. März 1887 in Köln, † 4. November 1955 ebenda) erst knapp 1 Jahr alt – die familiäre Übertragungskette auf den jeweils ältesten Sohn hatte nicht mehr funktioniert. Mangels Nachfahren wurde deshalb am 15. März 1888 das Bankhaus I. D. Herstatt nach über 100-jähriger Geschäftstätigkeit vom Bankhaus J. H. Stein übernommen und liquidiert.

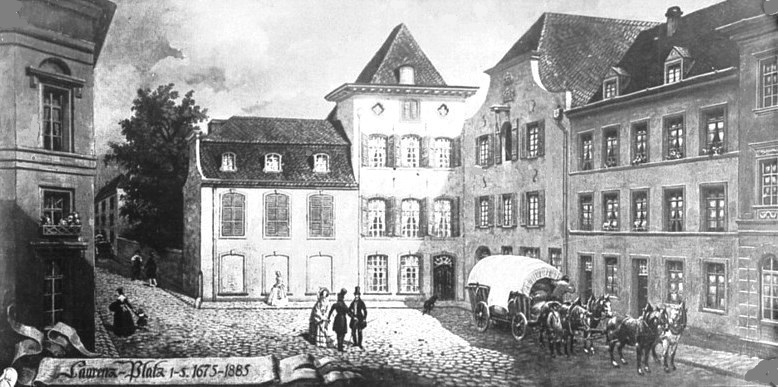
Bankhaus J. H. Stein – Laurenzplatz 1–3 (1912)

Das Bankhaus J. H. Stein selbst hatte im Jahre 1790 als kombiniertes Handels- und Bankhaus begonnen. Inhaber Johann Heinrich Stein beteiligte sich im März 1794 zusammen mit Hubert Krings und dem aus Namur stammenden Johann Jacob Werotte mit einem Startkapital von 4.000 Talern an der Niederweßlinger (heute: Wesseling) Rotgerberei und Lederhandlung. Das am 1. Januar 1801 beginnende Hauptbuch der Stammfirma J. H. Stein listete 500 Bankkunden auf, das Eigenkapital des Stammhauses stieg im Zeitraum von 1802 bis 1820 von 10.000 auf 200.000 Taler. Das Wechselgeschäft gewann für Stein seit 1814 zunehmend an Bedeutung, im Jahre 1818 beteiligte sich die Bank an der Gründung der Rheinschiffahrts-Assekuranz-Gesellschaft, der Vorgängerin der Agrippina-Versicherung. Im März 1836 beteiligte sich Stein an der Gründung der Rheinischen Eisenbahn-Gesellschaft zusammen mit Schaaffhausen, Oppenheim und Herstatt. Eine Kapitalerhöhung im April 1839 ließ sich von den Banken konjunkturbedingt nur schleppend vermarkten und brachte sie in finanzielle Schwierigkeiten, bis Belgien die nicht verkauften 4.000 Aktien im April 1840 übernahm.
Im Jahre 1791 eröffnete das Handelshaus Abraham Schaaffhausen, welches neben Handels-, Speditions- und Immobiliengeschäften auch Bankgeschäfte betrieb. Inhaber war Abraham Schaaffhausen, der mit seiner Bank A. Schaaffhausen’scher Bankverein eine der ersten und wichtigsten Finanzquellen für die wachsende rheinisch-westfälische Schwerindustrie war. Der A. Schaaffhausen’sche Bankverein gehörte neben dem Bankhaus J. H. Stein und der Herstatt-Bank zu den drei erfolgreichsten Kölner Privatbankgründungen. Ihr kam eine große Bedeutung für die Industrie- und Verkehrsentwicklung des gesamten Rheinlandes zu. Spätestens seit 1837 gehörte die Bank zu den wichtigsten Finanzierern der Industrie. Sie kreditierte zu dieser Zeit etwa 170 Fabriken, darunter Unternehmen wie Krupp, Hoesch, die Gutehoffnungshütte oder den Eschweiler Bergwerks-Verein. Auch die im Jahre 1836 gewährten Investitionskredite bei Eberhard Hoesch & Söhne zur Errichtung des Schienenwalzwerks in Düren-Lendersdorf stammen wohl vom Bankhaus Schaaffhausen. Zu den Gründungsbanken der Kölnischen Feuer-Versicherungsgesellschaft (später COLONIA Versicherung) gehörte am 16. Juli 1839 wiederum Schaaffhausen. Ebenso war sie in Infrastrukturprojekten engagiert, beispielsweise 1843 in die Finanzierung der Köln-Mindener Eisenbahn-Gesellschaft. Am 1. November 1848 eröffnete der Bankverein in der Rechtsform der AG und war damit die erste Bank-Aktiengesellschaft Deutschlands.
Zu den ersten jüdischen Immigranten in Köln zählte Salomon Oppenheim, der seit 1789 Hoffaktor und Wechselagent in Bonn war. Erstes Domizil für das 1798 nach Köln umgezogene Bankhaus Sal. Oppenheim bildete zwischen 1801 und 1808 das vom Weinessigfabrikanten G. J. Hahn gemietete Gebäude Am Hof Nr. 2122 (heute Nr. 16). Oppenheim erwarb im Januar 1808 das Patrizierhaus Große Budengasse Nr. 8 (später Nr. 8–10) vom ehemaligen Bürgermeister Freiherr Franz Jakob von Hilgers. Bereits im Jahre 1810 stieg Oppenheim zur zweitgrößten Bank in Köln nach A. Schaaffhausen auf. Die Bank finanzierte seit den 1820er Jahren insbesondere die Rheinschifffahrt und später auch die Entwicklung des Eisenbahnbaus sowie die Industrialisierung der Rheinprovinz und des Ruhrgebiets. Oppenheim vollzog zusammen mit dem Berliner Bankhaus Mendelssohn & Co. den Transfer der französischen Kriegsreparationen an Preußen, den der Aachener Kongress im November 1818 beschlossen hatte. Ebenfalls 1818 erfolgte die Mitgründung der Rheinschifffahrts-Assekuranz (Vorläuferin der Agrippina-Versicherung), am 3. Oktober 1825 die Mitgründung der „Preußisch-Rheinischen Dampfschifffahrtsgesellschaft“ (Vorläuferin der Köln-Düsseldorfer Deutsche Rheinschiffahrt). Oppenheim wirkte an Konsortien der Kölner Privatbanken mit, die sich abwechselnd aus Deichmann & Co., A. Schaaffhausen’scher Bankverein, Bankhaus J. H. Stein, Herstatt und dem Bankhaus A. Levy & Co. zusammensetzten und maßgeblich die rheinisch-westfälische Schwerindustrie finanzierten.

## Gründerzeit

Die Kölner Börse am Heumarkt (1827)

Bis 1820 nahmen unter den Kreditgeschäften der Kölner Banken die Kredite an Handelshäuser den größten Raum ein. Danach rückten die der Industrie gewährten Kredite an die erste Stelle. Kölner Privatbankiers betrieben bereits in den 1830er Jahren erfolgreich Universalbankgeschäfte. Im Gegensatz zu den Frankfurter Bankiers mit dem Schwerpunkt auf Staatsanleihen standen bei den Kölner Privatbanken Handelskredite und ab 1820 Industriefinanzierungen in der Textil- und Montanindustrie und dem Eisenbahnbau im Vordergrund. Hamburger Banken widmeten sich der Außenhandelsfinanzierung, Berliner Banken engagierten sich in der Industriefinanzierung und dem Effektengeschäft. Während die Kölner Banken sich maßgeblich an der Industriefinanzierung im Ruhrgebiet beteiligten, waren sie bis auf wenige Ausnahmen nur an der Finanzierung von solchen Eisenbahnstrecken interessiert, die nach Köln führten oder durch die die Kölner Wirtschaft Vorteile hatte. Im Bereich der Industriefinanzierung, des Konsortial- und Emissionsgeschäfts nahm das Kölner Bankwesen nach Berlin die zweite Stelle in Deutschland ein. Der wachsende Kapitalbedarf der Montanindustrie im Ruhrgebiet um 1850 in Höhe von 100 Millionen Talern ließ auch im Kölner Bankwesen mit der Gründung von Aktienbanken und dem zunehmenden Gewicht des neu entstehenden Berliner Bankwesens eine erhebliche Strukturveränderung eintreten mit dem Ergebnis eines Bedeutungsschwundes der dort ansässigen Privatbankhäuser.
Einige Kölner Bankhäuser des 18. Jahrhunderts gingen aus industriellen Unternehmen hervor oder standen direkt damit in Verbindung und erhielten der Reichsstadt bis zum Ablauf des Siebenjährigen Krieges die Finanzierungsquelle für die rheinischen Staatsfinanzen. Das Kapital für das Bankgeschäft stammte vorwiegend aus den parallel betriebenen Industrieunternehmen. Diese Bankhäuser fungierten in Köln als kurfürstliche Hofbankiers und gehörten Johann Peter von Meinertzhagen, Wilhelm von Hack, Simon Pel(t)zer, Mathias von Frantz und Wilhelm von Recklinghausen. Von Meinertzhagen hatte nachweislich bereits 1629 mit dem Bankgeschäft begonnen. Als erstes zog sich das Haus von Hack bald nach der Jahrhundertmitte in die ihm vertraute bergische Industrie zurück, es folgte vor 1794 J. D. von Recklinghausen, das Bankhaus des Mathias von Frantz brach 1775 zusammen. Simon Peltzers Bankgeschäft endete um 1800, während die älteste und mächtigste von Meinertzhagen das Bankgeschäft noch bis 1812 erhielt.
Am 1. Januar 1826 wird die „Sparkasse zu Köln“ aus der Armenverwaltung herausgelöst und zur selbstständigen Anstalt des öffentlichen Rechts mit der Stadt Köln als Gewährträger. Am Ende des ersten Geschäftsjahres gab es 87 Sparer mit 4.800 Mark Einlagen. Seit dem 21. November 1899 ist die Stadtsparkasse zur Annahme von Mündelgeldern ermächtigt, am 30. März 1907 wird bei der Stadtsparkasse der bargeldlose Gehaltszahlungsverkehr eingeführt. Am 3. Februar 1911 führte die Stadtsparkasse das Scheck- und Girogeschäft unter Einbeziehung des Kontokorrentkredits ein. Das entsprach den Bedürfnissen der mittelständischen Wirtschaft und der freien Berufe; zum Jahresende 1911 bestanden bereits 674 Konten mit 1,4 Millionen Mark Einlagen.
Wilhelm Ludwig Deichmann kam 1818 nach Köln, wo er bei Schaafhausen anfing. Hier stieg er am 1. März 1830 zum Bankleiter auf. Unter seiner Führung erreichte die Bank einen entscheidenden Anteil an der Industrialisierung Westdeutschlands. Im Dezember 1857 schied er zwecks Gründung einer eigenen Bank aus. Am 1. Januar 1858 begann das Bankhaus Deichmann & Co. mit dem Partner Adolph vom Rath. Deichmann war insbesondere in der Industriefinanzierung engagiert. Es löste das Bankhaus Herstatt als Hausbank der Friedrich Krupp AG ab. Deichmann beteiligte sich 1862 maßgeblich am Aufbau des Lokherstellers Henschel & Sohn. Bankier Adolph vom Rath machte das Bankhaus 1870 zu den Gründungsbanken der Deutschen Bank.
Am 14. März 1853 wurde in Köln die Rheinische Provinzial-Hülfskasse gegründet und nahm ihre Geschäftstätigkeit am 7. Februar 1854 auf. Sie unterstützte die wirtschaftliche Entwicklung der Rheinprovinz zu einem modernen Industriestaat. Außerdem betätigte sie sich im Kommunalkreditgeschäft und gewährte langfristige Kredite an die Stadt Köln und umliegende Gemeinden im Rheinland. Nach der Verlegung am 10. Juli 1877 nach Düsseldorf gründete am 1. November 1919 die in Landesbank der Rheinprovinz umbenannte Bank eine Filiale in Köln, aus der die WestLB Köln hervorging.
Als älteste Rechtvorgängerin der heutigen Kreissparkasse Köln gilt die „Sparkasse für die Bürgermeisterei Wipperfürth“, die am 20. September 1853 ihre Tätigkeit aufnahm. In der Folge vergrößerte sie durch Fusionen und Übertragungen in der Region ihr Geschäftsgebiet. Die seit 1856 bestehende „Kreissparkasse Mülheim am Rhein“ fusionierte mit Wirkung vom 1. Januar 1923 mit der seit dem 1. Februar 1869 bestehenden „Spar- und Darlehenskasse des Landkreises Köln“ zur „Kreissparkasse der Landkreise Köln und Mülheim“ in der Form einer Zweckverbandssparkasse. Deren erstes Geschäftsjahr stand im Zeichen des Zusammenbruchs der deutschen Währung und der Einführung der Rentenmark am 15. November 1923. Im April 1945 genehmigte die Militärregierung die Wiederaufnahme des Geschäftsbetriebs der Kreissparkasse Köln. Nach der Koreakrise im September 1950 begann ein stetiges Einlagenwachstum, weil steigende Beschäftigung und Realeinkommen zur Ersparnisbildung beitrugen. Das Kreditgeschäft verbesserte sich gleichzeitig durch zunehmende Baufinanzierungen und gewerbliche Kredite für den Kölner Mittelstand. Der von Walter Dietz geplante Neubau der Zentrale am Neumarkt Nr. 16–24 konnte bereits 1950 teilweise, im Jahre 1952 vollständig bezogen werden. Im November 1953 wird die erweiterte Kassenhalle in Betrieb genommen.
Eine Reihe kleinerer Bankhäuser rundete den Kölner Bankenmarkt ab. Die Brüder August & Ludolf Camphausen entschlossen sich 1826 zur Gründung einer Kölner Bankfiliale und zogen wegen der wachsenden Bedeutung dieser Filiale 1831 ganz nach Köln. Hier stieg das Bankhaus Camphausen zur viertgrößten Kölner Bank auf. Jacob Seydlitz & Peter Heinrich Merkens gründeten bereits 1808 eine Handelsfirma, die um 1850 ausschließlich Bankgeschäfte betrieb („Seydlitz & Merkens“), jedoch bereits 1870 in Liquidation ging. Seit April 1845 erstrebte die „Kölnische Privatbank“ („Kölnische Bank-Gesellschaft“) eine Banklizenz, die ihr lange Zeit verwehrt blieb. Erst am 10. Dezember 1855 erhielt die mit einem Grundkapital von 1 Million Talern ausgestattete Bank die Genehmigung, bei deren Gründung der A. Schaaffhausen’sche Bankverein federführend war. Es handelte sich um eine Notenbank, die bis zum Jahre 1887 bestand. 1857 entstand die Privatbank Jacob Loeb Eltzbacher & Co., Leopold Seligmann eröffnete 1868 eine Kölner Filiale seines 1811 in Koblenz gegründeten Bankhauses, die von Moritz Seligmann und dessen Brüdern Jakob und Heinrich gegründet wurde. Albert Simon & Co. begann 1869 und avancierte zur Zahlungsstelle im Automatengeschäft der Kölner Schokoladenfabrik Stollwerck.

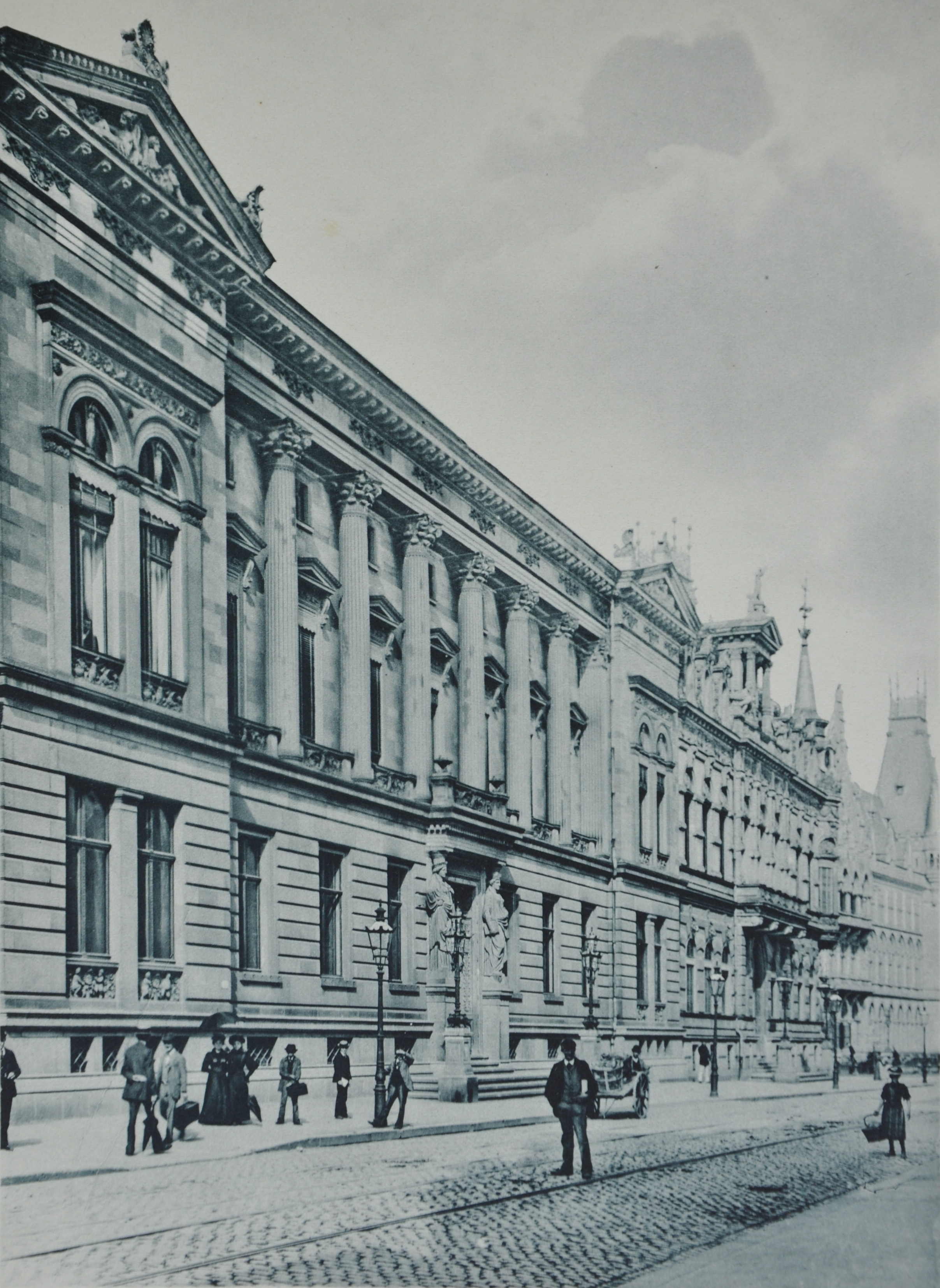
Unter Sachsenhausen 4 – A. Schaafhausen’scher Bankverein (um 1896)

Gründer vom Bankhaus A. Levy & Co. war Abraham Levy-Löb (* 1797), der um 1840 als Kassenbote beim Kölner Bankhaus Sal. Oppenheim arbeitete. Er stieg zum selbständigen Börsenmakler auf und gründete 1858 ein bescheidenes Bankgeschäft unter dem Namen A. Levy. Sein Sohn Hermann Abraham Levy (1825–1873) führte die Bankgeschäfte während seines kurzen Lebens fort, dessen 1855 geborener ältester Sohn Louis nahm nach der Hochzeit 1893 den Mädchennamen seiner Frau an und nannte sich fortan Louis Hagen. Er führte die Bank ab 1873 in die Spitze der deutschen Privatbanken und wurde wegen seiner vielen Aufsichtsrats-Mandate bekannt. Er stellte im Mai 1898 ein Bankenkonsortium zusammen, welches mit einer 50-prozentigen Aktienbeteiligung die Gründung der Kölner Land- und Seekabelwerke AG finanzierte. Auch den Zusammenschluss des Hörder Bergwerks- und Hütten-Vereins mit der Phoenix AG für Bergbau und Hüttenbetrieb (1906) trieb der Kölner Bankier entscheidend voran. Louis Hagens Bank hatte Verbindung zu den Vereinigten Stahlwerken van der Zypen & Wissener Eisenhütten AG, Eschweiler Bergwerksverein und Felten & Guilleaume. Die Levybank leitete 1904 die Interessengemeinschaft zwischen dem A. Schaaffhausen’schen Bankverein mit der Dresdner Bank ein, sorgte für die Fusion der Kölnische Maschinenbau-AG mit der Berlin-Anhalter-Maschinenfabrik (Mai 1909), der Carlswerk AG mit der A. E. G. (1915) oder für die Angliederung der Zechen „Nordstern“ und „Zollverein“. A. Levy & Co. stieg 1926 in das Reichsanleihekonsortium auf und gehörte damit zu den ersten Bankadressen des Reichs. Louis Hagen führte 1927 deutschlandweit die Liste der Mandatsträger (Kapitalgesellschaften mit mindestens 500.000 RM Grundkapital) mit 58 Mandaten an. Carl Theodor Deichmann stand mit 26 Mandaten auf Rang 4.

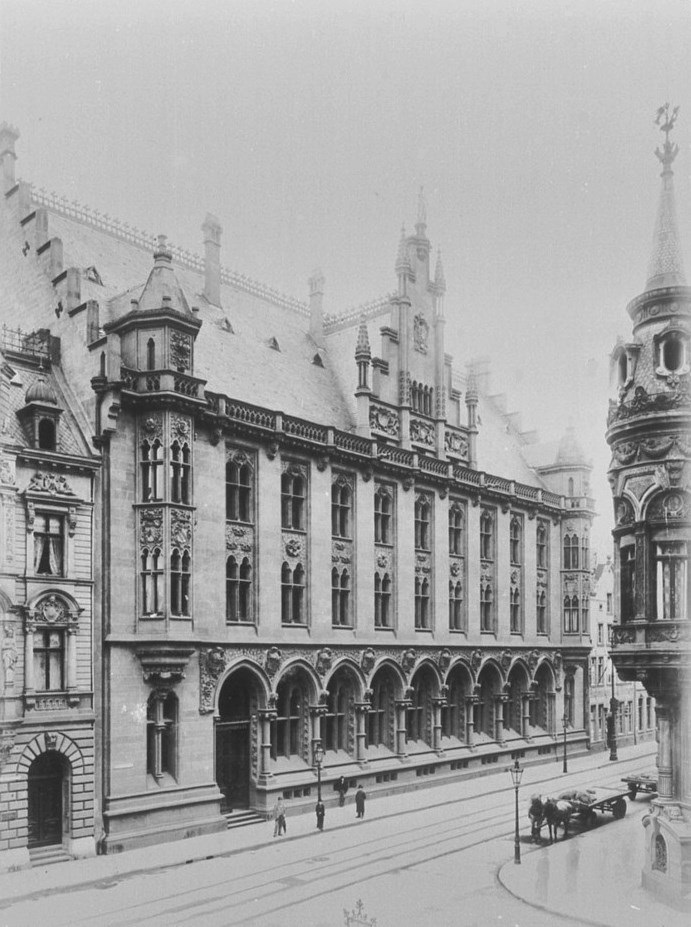
Unter Sachsenhausen 1–3 – Reichsbank (um 1900)

Bis 1857 hatten Kölner Banken, darunter insbesondere der Schaaffhausensche Bankverein, Herstatt und Oppenheim, rund 25 Millionen Taler in westfälische Industriefinanzierungen investiert. Für das Bankhaus Schaaffhausen ließ Gustav Mevissen ab 1859 ein prachtvolles Geschäftshaus errichten und legte damit den Grundstein für die Kölner Bankenstraße Unter Sachsenhausen. Der am 22. August 1863 eröffnete achsensymmetrische Prachtbau zeigte palastartige Grundzüge mit italienischer Renaissance. Das Bankhaus blieb bis 1929 als eigenständige Bank bestehen. Ältester erhaltener Bankbau ist heute das zwischen 1894 und 1897 errichtete Reichsbankgebäude von Max Hasak (Unter Sachsenhausen 1–3), dessen gotische Architektur vor allem auch durch seinen roten Sandstein mehr mittel- und oberrheinischen Charakter zeigt. Am 1. Januar 1876 gründete die Reichsbank ihre Hauptstelle für die Rheinprovinz in Köln, die am 4. Mai 1897 in das von Granitsäulen gestützte Bauwerk Unter Sachsenhausen 1–3 einzog. Typisch für Schaaffhausen, Levy, Stein, Oppenheim und Herstatt waren Überkreuzheiraten innerhalb der Familien. Die Generationsnachfolge als Bankier trat bei den meist kinderreichen Bankiersfamilien der älteste Sohn an, der häufig die Tochter einer anderen Bankiersfamilie ehelichte. Dies galt auch für alle übrigen Kinder. Das führte zu einer starken, auch geschäftlichen Verbundenheit der Banken untereinander, die sich insbesondere in Bankkonsortien zeigte.
Der „Kölner Vorschuss- und Creditverein e. G.“ entstand am 27. Oktober 1861 durch mehrere Handwerksmeister, der aufgrund des im März 1867 erlassenen preußischen Genossenschaftsgesetzes die Rechtsform einer eingetragenen Genossenschaft annahm. Zu den Gründern zählten der Fabrikbesitzer Ernst Schmidts (Köln-Lindenthal), der Schlossermeister Heinrich Engelskirchen (Köln), der Baugewerksmeister Josef Steinkrüger (Köln) sowie der Oberinnungsmeister Gustav Pesch (Köln-Ehrenfeld). Ab 16. März 1869 hieß er „Kölner Gewerbebank e. G.“, sie wurde im September 1923 in eine AG umgewandelt. Bereits am 5. Mai 1925 wurde die Liquidation der AG beschlossen, die Bank kehrte zu ihrer ursprünglichen Firmierung (GmbH) zurück. Im Jahre 1960 fand die Umfirmierung in den heutigen Namen „Kölner Bank von 1867 e. G.“ statt.
Der erst 24-jährige Gustav Horn gründete am 12. September 1872 die skandalreiche Rheinische Effectenbank, die unter anderem mit Dortmunder Union-Brauerei-Aktien spekulierte und ihre Verluste durch Wechselreiterei und Unterschlagung von Kundengeldern ausglich. Ihre Liquidation erfolgte bereits im Mai 1875. Horn wurde angeklagt, im August 1876 in 13 von 15 Anklagepunkten für schuldig gesprochen und zu drei Jahren Haft verurteilt. Als am 1. Januar 1873 an der Kölner Börse der Aktienhandel zunächst mit lokalen Werten begann, konnten die Kölner Banken die Wertpapier-Emissionen ihrer Kunden direkt über die örtliche Börse platzieren und von dort Aktien erwerben. Deren Kurszettel von 1898 verzeichnete 51 in- und ausländische Fonds, 25 Bank-, 28 Versicherungsaktien sowie 50 Bergwerks- und Hüttenaktien.
Statistik
Beschäftigte im Finanzwesen an deutschen Finanzplätzen 1882–1907:
| Finanzplatz (Jahr)       | Beschäftigte insgesamt | Beschäftigte Kreditinstitute | Beschäftigte Versicherungen |
| ------------------------ | ---------------------- | ---------------------------- | --------------------------- |
| Berlin (1882)            | 517.150                | 5.589                        | 1.410                       |
| Berlin (1895)            | 765.348                | 6.663                        | 2.706                       |
| Berlin (1907)            | 1.061.088              | 9.168                        | 6.374                       |
| Frankfurt am Main (1882) | 53.088                 | 1.837                        | 285                         |
| Frankfurt am Main (1895) | 93.620                 | 1.917                        | 749                         |
| Frankfurt am Main (1907) | 144.932                | 2.655                        | 1.327                       |
| Hamburg (1882)           | 128.089                | 1.154                        | 532                         |
| Hamburg (1895)           | 271.369                | 2.101                        | 1.991                       |
| Hamburg (1907)           | 397.914                | 3.281                        | 3.540                       |
| Köln (1882)              | 61.522                 | 418                          | 321                         |
| Köln (1895)              | 135.423                | 613                          | 880                         |
| Köln (1907)              | 198.127                | 964                          | 1.685                       |

Führender Finanzplatz im Zeitraum zwischen 1882 und 1907 blieb Berlin, gefolgt von Hamburg, das aber erst ab 1895 Frankfurt überholen konnte.

## Neuzeit
Die Großbanken Deutsche Bank, Dresdner Bank und Commerzbank richteten in Köln ab 1914 Hauptfilialen ein. So erhielt die Deutsche Bank durch die Übernahme der Bergisch-Märkischen Bank im Jahre 1914 auch eine Kölner Filiale, die später zur Kopfstelle für die Kölner Region ausgebaut wurde. Am 18. Oktober 1917 begann der Rechtsvorgänger der heutigen Pax-Bank, der „Bürgerverein zu Cöln“. Seit Oktober 1967 firmierte sie erstmals mit ihrem heutigen Namen Pax-Bank eG. 1919 erfolgte die Gründung des Bankhauses Delbrück von der Heydt & Co., das in das alte, von Johann Peter Weyer 1835 erbaute Stadtpalais Am Römerturm 3 einzog. Die Bank bildete zwischen September 1921 und Februar 1923 einen 20-jährigen jungen Mann aus, der sein Studium der Wirtschaftswissenschaften nach einem Semester abbrach: Hermann Josef Abs. Das Bankhaus Carl M. Götte entstand 1926, über das am 28. Juni 1991 unter etwas merkwürdigen Umständen ein Zahlungsmoratorium verhängt wurde. Während des anschließenden Vergleichsverfahrens stellte sich jedoch heraus, dass kein Insolvenztatbestand vorlag. Die kleine Bank existierte noch bis Januar 2012.
Die Deutsche Bankenkrise vom Juni 1931 verschonte auch das Kölner Bankwesen nicht. Banken wurden hart vom Einlagenabzug insbesondere ausländischer Geldanleger betroffen, während die hiermit refinanzierten, meist langfristigen Kredite nicht getilgt wurden. Die hieraus resultierende Zahlungsunfähigkeit führte zu Unternehmenskrisen bei vielen Kölner Banken. Simon Alfred von Oppenheim beschloss deshalb im Januar 1931, Robert Pferdmenges als Teilhaber des Bankhauses Sal. Oppenheim einzustellen. Nachdem am 11. Juli 1931 die Landesbank der Rheinprovinz ihre Zahlungen einstellte, meldete am 24. September 1931 das Bankhaus Deichmann & Co. Konkurs wegen Zahlungsunfähigkeit an. In der Spätfolge musste auch das Bankhaus Levy am 10. Januar 1939 endgültig liquidiert werden.
Statistik
Beschäftigte im Finanzsektor an deutschen Finanzplätzen 1950–2003:
| Finanzplatz (Jahr)       | Beschäftigte insgesamt | Beschäftigte Kreditinstitute | Beschäftigte Versicherungen |
| ------------------------ | ---------------------- | ---------------------------- | --------------------------- |
| Frankfurt am Main (1950) | 296.403                | 6.931                        | 1.291                       |
| Frankfurt am Main (1961) | 486.496                | 18.134                       | 8.059                       |
| Frankfurt am Main (1970) | 538.473                | 28.037                       | 12.224                      |
| Frankfurt am Main (1987) | 529.271                | 40.671                       | 8.872                       |
| Frankfurt am Main (1999) | 472.718                | 58.317                       | 7.748                       |
| Frankfurt am Main (2003) | 473.227                | 58.368                       | 7.587                       |
| Düsseldorf (1950)        | 248.005                | 4.197                        | 3.068                       |
| Düsseldorf (1961)        | 415.927                | 12.086                       | 7.404                       |
| Düsseldorf (1970)        | 432.324                | 16.073                       | 8.161                       |
| Düsseldorf (1987)        | 385.256                | 18.450                       | 8.480                       |
| Düsseldorf (1999)        | 346.943                | 18.044                       | 10.798                      |
| Düsseldorf (2003)        | 338.795                | 17.915                       | 10.260                      |
| Köln (1950)              | 277.474                | 3.331                        | 5.142                       |
| Köln (1961)              | 460.627                | 8.948                        | 12.095                      |
| Köln (1970)              | 483.230                | 11.001                       | 18.866                      |
| Köln (1987)              | 457.680                | 13.404                       | 19.611                      |
| Köln (1999)              | 455.192                | 15.396                       | 22.456                      |
| Köln (2003)              | 449.258                | 13.952                       | 26.295                      |

Erst ab 1961 avancierte Frankfurt am Main zum wichtigsten deutschen Finanzplatz und konnte Hamburg und München überholen. München war stets wichtigster Versicherungsplatz, 2003 führte Köln im Versicherungsgewerbe, sogar noch vor München.
Die jüdischen Banken wurden während der Zeit des Nationalsozialismus stark von der Arisierung betroffen, so dass diese Banken ab 1933 entweder liquidiert wurden oder durch deutsche Inhaber übernommen werden mussten. So ging aus dem 1885 gegründeten jüdischen Kölner Bankhaus Sternfeld & Tiefenthal wegen Arisierung 1938 das Bankhaus Hocker & Co. hervor, das im Juni 1955 nach dem Tod des Inhabers Hans Hocker († 22. April 1954) der Kölner Bankierssohn Iwan David Herstatt übernahm. Sein seit 10. Dezember 1955 als Bankhaus I. D. Herstatt firmierendes Bankhaus expandierte zunächst im Retail Banking, bevor es sich ab 1971 verstärkt im Eigenhandel betätigte.
Im Jahre 1950 gab es in Köln 22 Kreditinstitute mit 47 Zweigestellen. Darin spiegelt sich der Aufschwung der Kölner Großindustrie (Ford Deutschland, Bayer AG, Deutz AG, Strabag, A. Nattermann & Cie.), des Handels (Kaufhof, Rewe Group), der Medien (M. DuMont Schauberg, WDR, Deutschlandfunk, Deutsche Welle) und der sich verbessernden Kaufkraft der Bevölkerung wider. Die Verbindung der Kölner Banken zu den europäischen Nachbarländern ist eine Folge der Stellung Kölns im internationalen Warenhandel. Der rege Wiederaufbau brachte zudem Hypothekenbanken hervor. Erste Kölner Hypothekenbank war 1894 die „Rheinboden“, die Hypothekenbanken „Centralboden“ und „Westboden“ nahmen nach dem Krieg ihr Domizil am Kaiser-Wilhelm-Ring auf. „Centralboden“ verlegte 1951 ihren Sitz von Oldenburg nach Nr. 27–29, die „Westboden“ zog 1952 in den ersten Bankneubau Kölns in Nr. 17–21 ein. 1952 kam die Westdeutsche Kreditbank für Baufinanzierung hinzu, die 1987 von der Deutschen Bank übernommen wurde und 1988 als Deutsche Kreditbank für Baufinanzierung in der Deutschen Bank verschmolz. Am 2. Januar 1956 begann die Herstatt-Bank in Unter Sachsenhausen Nr. 29–31 ihren Geschäftsbetrieb. Die Bank expandierte stark und zog 1963 in das neu errichtete Gebäude in Nr. 6–8.

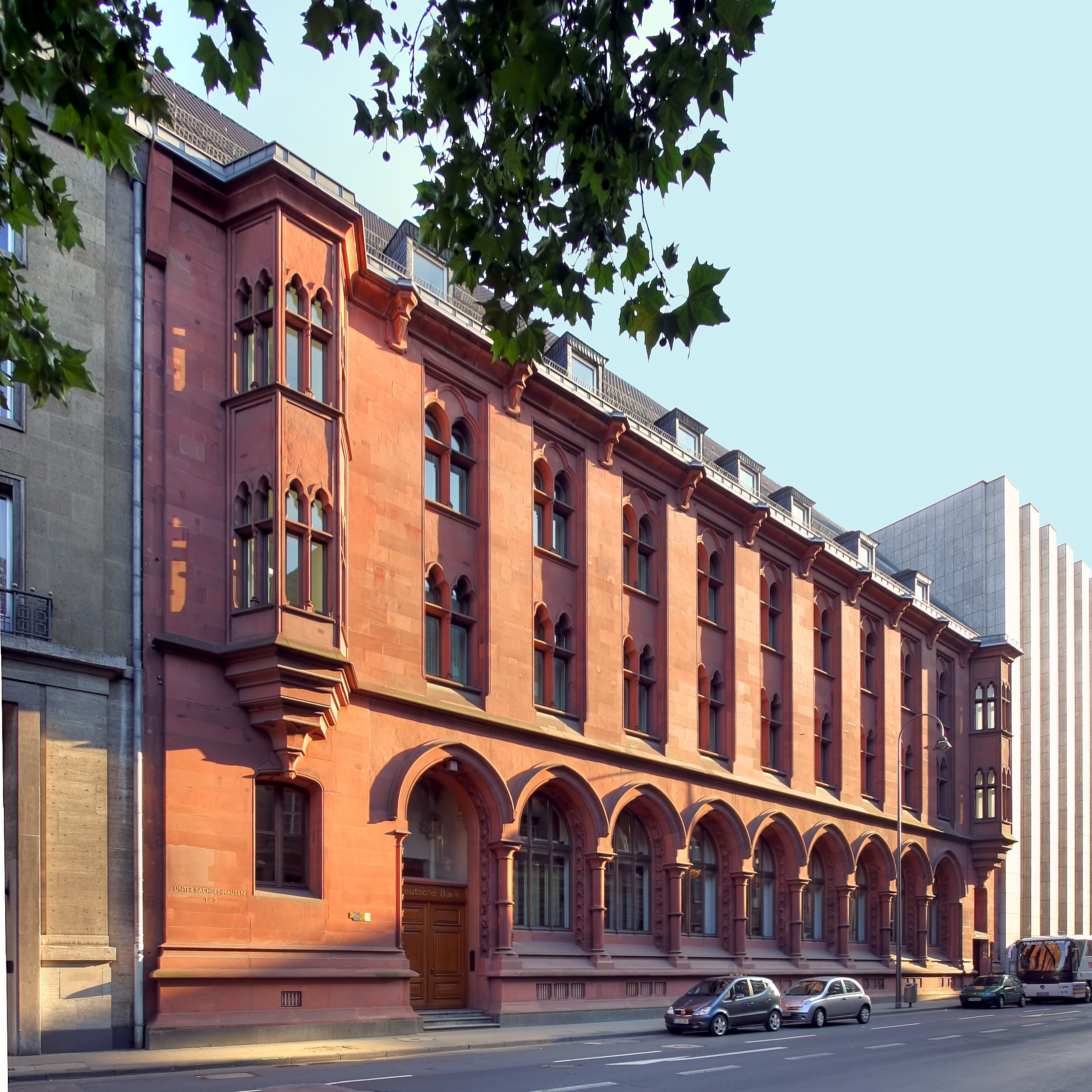
Deutsche Bank Köln (August 2009)
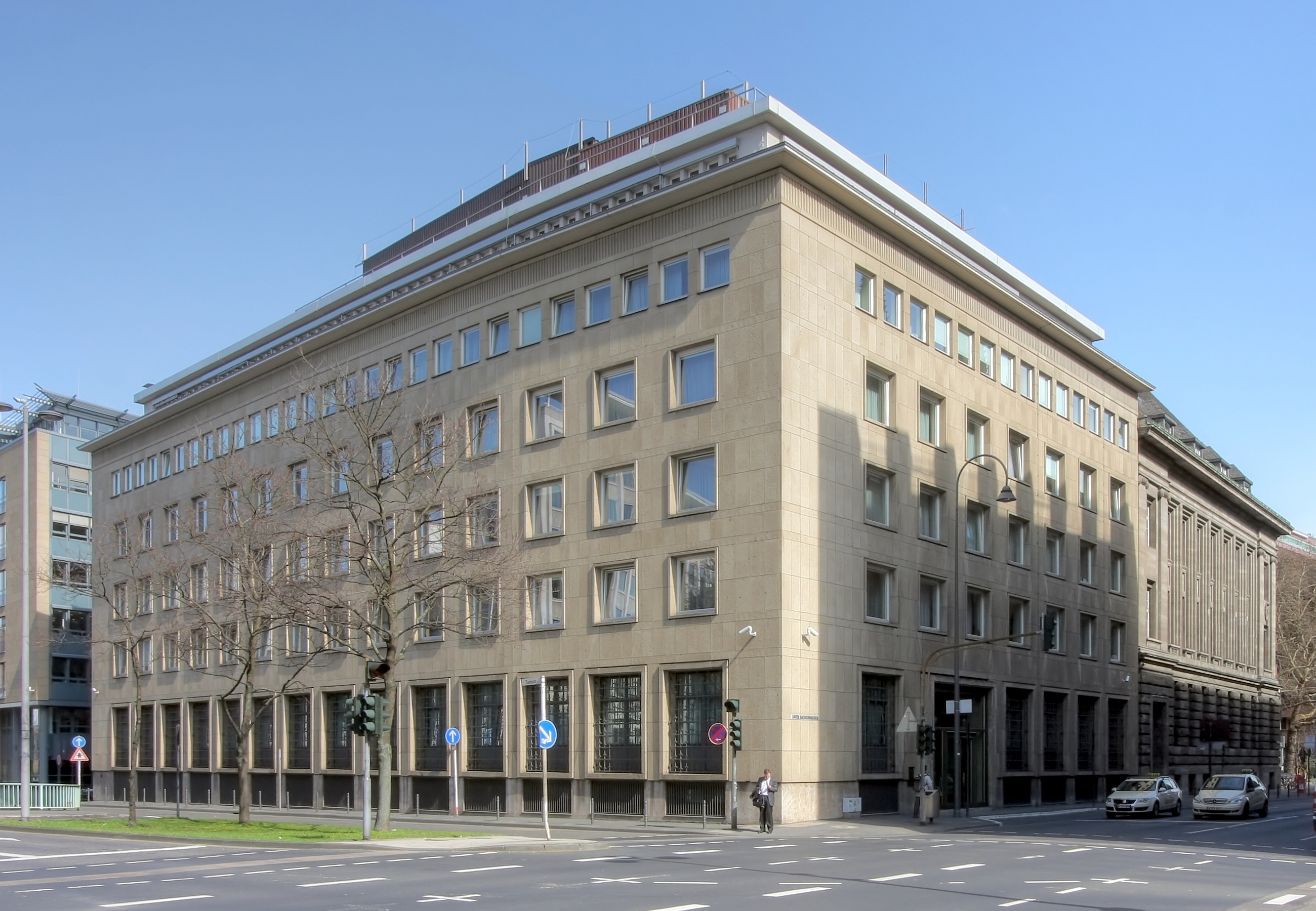
Bankhaus Sal. Oppenheim (März 2010)
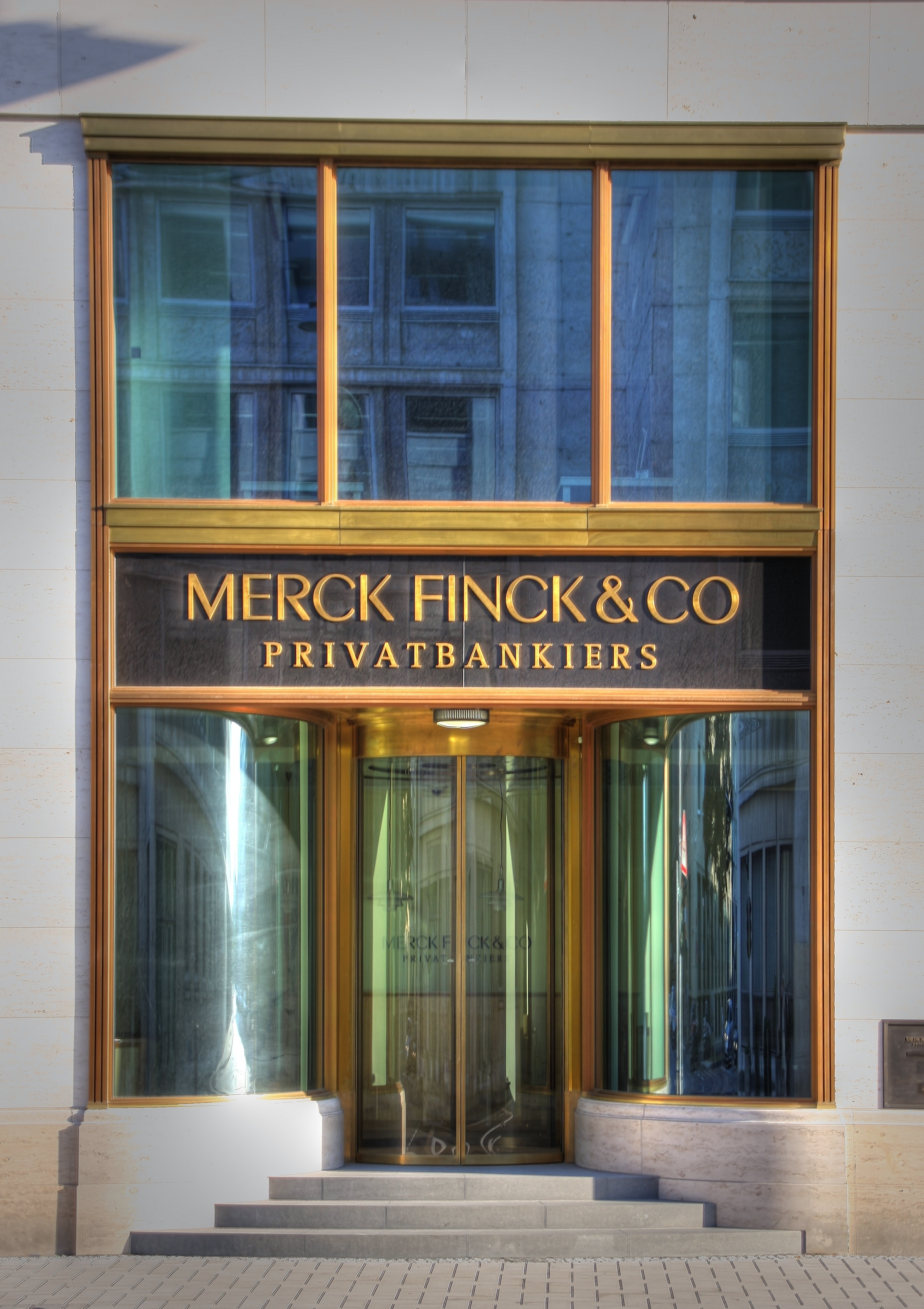
Merck Finck & Co. Privatbankiers (August 2009)

Die Bedeutung der Kölner Banken und ihre große Tradition trug dazu bei, dass auch die Leitungen der sehr kapitalkräftigen Großbanken sich nicht in einen „zentralgesteuerten“ Formalismus verloren und dass es dort nie zu einem überspitzten Zentralismus nach Berlin kam. Kanzler Konrad Adenauer hatte am 11. Juli 1956 vorgeschlagen, den Hauptsitz der Bundesbank nach Köln zu verlagern. Er konnte sich jedoch gegen Wirtschaftsminister Ludwig Erhard und deren Rechtsvorgängerin Bank deutscher Länder nicht durchsetzen. Seit dem 23. Februar 1957 betreibt die Universität zu Köln mit dem „Institut für Bankwirtschaft und Bankrecht an der Universität zu Köln“ einen Lehrstuhl für Bankbetriebslehre, dem ersten in Deutschland. Einige Kölner Banken waren mit dem Institut als Sponsor verbunden. Ab 1964 überzogen die Filialbanken und Sparkassen das Stadtgebiet mit einem dichten Filialnetz, denn im Jahre 1969 gab es 71 Kölner Institute mit 237 Filialen. Die Herstatt-Bank erlangte spätestens durch ihre spektakuläre Schließung am 26. Juni 1974 weltweite Bekanntheit, sie stellte sich als die größte Bankenpleite in Deutschland seit Kriegsende heraus. Herstatt war die erste Kölner Privatbank, die intensiv internationale Bankverbindungen aufgrund ihres Eigenhandels nutzte. Gleichzeitig war sie fest verwurzelt auch bei Kölner Bankkunden, unter denen sich viele Prominente aus Wirtschaft, Politik und Medien befanden.
Zu Europas größter Privatbank stieg das Bankhaus Sal. Oppenheim auf, das seit Juli 1947 wieder von Mitgliedern der Familie Oppenheim geführt wurde. Zu ihrem Kundenkreis gehörten im Private Banking ausschließlich vermögende Privatkunden, die auch teilweise nicht aus der Kölner Region stammten. Das Joint Venture mit der von Josef Esch im Jahre 1992 initiierten Oppenheim-Esch-Holding GbR vermittelte diesen vermögenden Privatkunden als steuersubventionierte Kapitalanlage einige in Immobilienfonds eingebrachte Core-Immobilien, von denen viele in wirtschaftliche Schwierigkeiten gerieten. Die Bank war finanziell auch bei Arcandor engagiert, die im Juni 2009 Insolvenz anmeldete. Durch Esch wurde die Bank auch zur größten Gläubigerin von Madeleine Schickedanz, die ebenfalls in eine finanzielle Krise geriet. Aus diesen hohen Bankrisiken resultierte ein Verlust in Milliardenhöhe, den die Bank nicht verkraften konnte. Sie wurde deshalb im Oktober 2009 durch die Deutsche Bank übernommen. Weitere Folge war eine Prozesswelle früherer Bankkunden, die auf die ehemals persönlich haftenden Gesellschafter des Bankhauses und Esch seit Februar 2012 zukam.
Einige Fusionen führten im Kölner Bankwesen dazu, dass sich Sparkassen mit Instituten in benachbarten Städten zusammenschlossen. Dazu gehört die Kreissparkasse Köln, die seit Juni 1996 durch Fusionen mit ausschließlich rechtsrheinisch gelegenen Sparkassen zu den größten Sparkassen gehört, und die Stadtsparkasse Köln, die durch Zusammenschluss mit der Sparkasse Bonn im Januar 2005 zu einer der größten Sparkassen Deutschlands aufstieg. Die Kölner Bank verschmolz im Mai 2017 mit der Volksbank Bonn Rhein-Sieg rückwirkend zum 1. Januar 2017 zur Volksbank Köln Bonn eG, nachdem beide Vertreterversammlungen im Mai 2017 zugestimmt hatten. Während der juristische Sitz in Bonn ist, liegt der Geschäftssitz der fusionierten Volksbank in Köln.
Nachdem Sal. Oppenheim im Oktober 2009 von der Deutschen Bank übernommen wurde, errichteten Privatbanken wie Merck Finck & Co (seit Juni 2002), Fürst Fugger Privatbank (November 2009) und HSBC Trinkaus & Burkhardt (Oktober 2010) Niederlassungen in Köln. Die Bank J. Safra Sarasin schloss ihre im September 2011 eröffnete Niederlassung im Jahr 2014 wieder. Auch das Bankhaus Vontobel und die Hanseatic Bank zogen sich aus Köln zurück. Im Jahr 2020 kündigte HSBC ebenfalls an, die Kölner Niederlassung zu schließen. Insbesondere der Wettbewerb um die etwa 250 Kölner Einkommensmillionäre ist im Private Banking intensiv. Während es im Jahr 2013 in Köln noch 68 Kreditinstitute mit knapp 1.000 Filialen und etwa 9.900 Beschäftigten bestanden, waren es 2018 nur noch 53 Kreditinstitute mit rund 8.300 Beschäftigten. Gleichzeitig ist im IHK-Bezirk Köln die Zahl der Beschäftigten im Jahr 2013 von etwa 14.000 auf etwa 12.000 im Jahr 2019 gefallen. Köln ist einer der wichtigsten Standorte für Autobanken, auch alle übrigen Banktypen sind vertreten. Darunter befinden sich die Filialen der Großbanken und zweier Großsparkassen als Universalbanken, Privatbanken, Spezialbanken, eine Entwicklungsbank und die Filiale der Bundesbank. Allein in der Umgebung von Unter Sachsenhausen befinden sich 11 Banken oder banknahe Institute.